# Socialdemocràcia i Progrés
Die Partei Sozialdemokratie und Fortschritt (katalanisch Socialdemocràcia i Progrés d'Andorra; Progressistes-SDP) ist eine Partei im Fürstentum Andorra. Die Partei wurde im Mai 2013 als Abspaltung von der Partit Socialdemòcrata (PS) gegründet. Ihr aktueller Vorsitzender ist Victor Naudi Zamora, der von 2009 bis 2011 Innenminister war. 
Bei der Parlamentswahl 2015 nahm die SiP erstmals teil. Sie erreichte 10,64 % der Stimmen und zwei Sitze im Generalrat der Täler (Consell General de les Valls). Bei der darauffolgenden Parlamentswahl 2019 verfehlte sie mit 5,9 % den Wiedereinzug.